# Compagnie des bauxites de Kindia
Pour les articles homonymes, voir CBK.
La Compagnie des bauxites de Kindia (CBK) est une entreprise guinéenne du secteur minier. Depuis 2001, elle exploite l'important gisement de bauxite de Kindia, dans la région de Kindia, en Guinée.
La Guinée est le 5e producteur mondial de bauxite, mais le pays possède les plus grandes réserves du minerai, dont les estimations s'élèvent à 25 milliards de tonnes, soit la moitié des réserves mondiales.

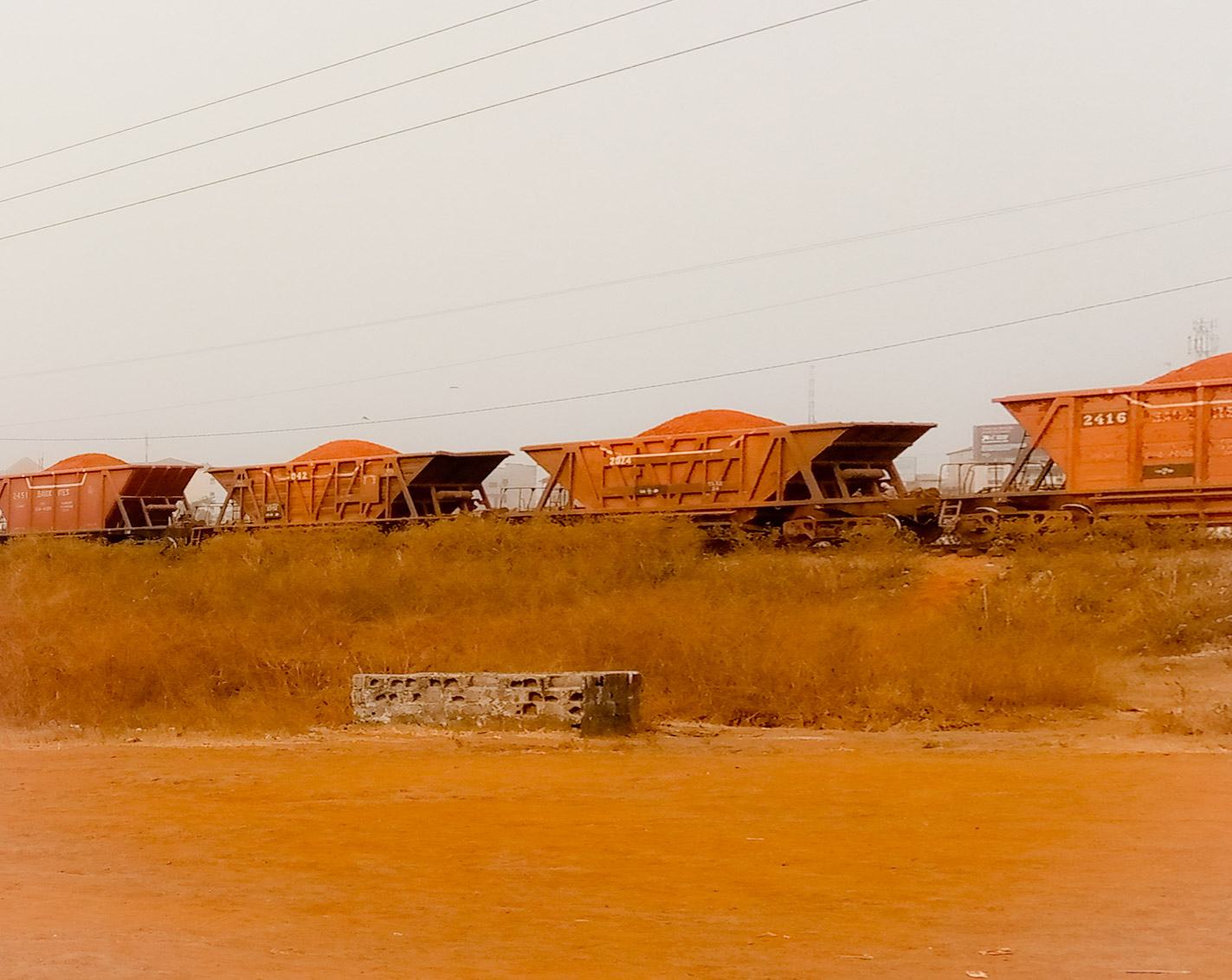
Wagon de la CBK.

,